# Святий покровитель
Покровитель (або патрон) — у традиційному християнстві, де вірять в заступництво святих (католицизмі та православ'ї), святий покровитель має особливу близькість до певного роду заняття чи групи. Так, наприклад, святий Флоріан є покровителем пожежників, а святий Христофор — покровителем мандрівників. 
Східне Православ'я зазвичай не поєднує святих зі заняттями чи діяльностями, або так робить, але в меншій мірі. 
Однак, кожен православний християнини під час хрещення отримує свого святого покровителя (якого вибирають з церковного календаря з огляду на день народження чи хрещення особи), ім'я якого він носить як перше особисте ім'я, або як ім'я в хрещенні, і до якого щоранку він читає коротку молитву в щоденному молитвеному правилі.
Святий покровитель може поєднуватися з географічною територією: Святий Йосип є покровителем Бельгії, Святий Патрик є патроном Ірландії, а святим покровителем Києва є Архангел Михаїл.

## Святі покровителі європейських країн
- Австрія — святий Коломан, святий Флоріан, святий Леопольд, святий Маврикій, Йосип, Матір Божа з Маріацель, святий Северин з Норікум
- Англія — Августин Кентерберійський, святий Кутберт, святий Георгій, Григорій Великий, Волсінгхемська Богоматір, Богоматір гори Кармел в Ейлсфорді
- Вірменія — Апостол Варфоломій, Григорій Просвітитель
- Болгарія — святі Кирило і Мефодій
- Греція — Апостол Андрій, святий Георгій, Миколай Чудотворець
- Грузія — святий Георгій, свята Ніна
- Данія — святий Анскар, святий Кнут
- Ірландія — святий Патрик
- Ісландія — святий Торлак
- Італія — святий Франциск, свята Катерина Сієнська, Богоматір з Лорето, Богоматір з Помпеї
- Німеччина — Архангел Михаїл, святий Боніфатій, святий Георгій, святий Світберт, Петер Канісіус, Алтоттінгська Богоматір, Богоматір з Кевалаер
- Португалія — Архангел Гавриїл, Антоній Падуанський, Фатімська Богоматір, святий Георгій, святий Вікентій Сарагоський
- Росія — Апостол Андрій, Василій Великий, Миколай Чудотворець
- Фінляндія — святий Генрі з Уппсали
- Франція — святий Денис, Жанна д'Арк, святий Мартин Турський, Матір Божа Лурдська, Паризька Богоматір, Шартрська Богоматір, Свята Тереза з Лісьйо
- Україна — Архангел Михаїл, Апостол Андрій, Володимир Великий, Свята Королева Гедвіґа, святий Йосафат, святий Ян з Дуклі, Святі Феодосій і Антоній Печерські
- Угорщина — святий Стефан Угорський, Угорська Богоматір, святий Астрікус, Герард Сагредо
- Чехія — святий Вацлав, Прокопій Сазавський
- Швеція — святий Анскар, свята Бригітта, святий Ерік, святий Сіґфрід, святий Ґалл
- Іспанія — Яків, син Зеведеїв

## Святі покровителі інших країн
- Бразилія — святий Жозе де Аншієта
- Гватемала — святий Педро де Сан Хосе Бетанкур
- Єгипет — святий Марк
- Судан — свята Джузеппіна Бахита

## Святі покровителі регіонів
- Країна Басків — святий Ігнатій Лойола
- Андалусія — святий Йоан Авільський
- Канарські острови — Діва Марія Канделярійська, Святий Педро де Сан Хосе Бетанкур
- Острів Мен — святий Могольд
- Керала — святий Фома